# Martín Michel
Martín Esteban Michel (Tandil, Provincia de Buenos Aires, Argentina, 4 de octubre de 1983) es un exfutbolista argentino. que Jugaba como delantero y su primer equipo fue Grupo Universitario de Tandil. su ultimo equipo fue el Santamarina de Tandil y es el maximo goleador historico del club.

## Trayectoria
Se caracteriza por ser un delantero de gran fuerza y más que todo por ser un buen asistente de las jugadas.
Una lesión lo alejó de las canchas durante 6 meses debido a un choque fortuito con un compañero en los entrenamientos. Tras haber superado su lesión vuelve a jugar esta vez alternando en el partido con Aurora.
El día 24 de abril de 2011 Michel, marca su primer gol en la temporada con Universitario de Sucre en partido frente a Guabirá, el gol fue convertido en el minuto 31 del primer tiempo.
Mientras que el 2 de febrero de 2012 convierte el gol más importante de su carrera ante el vigente campeón Boca Juniors en un encuentro válido por los 32avos de final de la Copa Argentina.

## Clubes
| Club                          | País      | Año       | PJ  | G  |  |
| ----------------------------- | --------- | --------- | --- | -- |  |
| Grupo Universitario de Tandil | Argentina | 2001-2002 | 60  | 11 |  |
| Ateneo Estrada de Ayacucho    | Argentina | 2002      | 0   | 0  |  |
| Atlético Ayacucho             | Argentina | 2003-2004 | 0   | 0  |  |
| Grupo Universitario de Tandil | Argentina | 2004-2008 | 25  | 11 |  |
| Quilmes                       | Argentina | 2008-2009 | 2   | 0  |  |
| Universitario de Sucre        | Bolivia   | 2010-2011 | 25  | 3  |  |
| Gimnasia y Esgrima de Jujuy   | Argentina | 2016      | 14  | 1  |  |
| Santamarina de Tandil         | Argentina | 2016-Act  | 303 | 75 |  |